# Tânia da Silva
Tânia Ferreira da Silva (nascida em 17 de dezembro de 1986, no Estado de Pernambuco) é uma atleta brasileira especializada em salto triplo. Ela representou o Brasi no Campeonato Mundial de 2007, mas não se classificou para a final. Em 2014, venceu o salto triplo no Desafio Caixa Indoor. As conquistas ao longo da sua carreira foram inúmeras, veja no quadro a seguir.

## Recordes em competições
| Ano                    | Competição                                                                                        | Local                   | Posição                | Evento                 | Notas                      |
| Representando o Brasil | Representando o Brasil                                                                            | Representando o Brasil  | Representando o Brasil | Representando o Brasil | Representando o Brasil     |
| ---------------------- | ------------------------------------------------------------------------------------------------- | ----------------------- | ---------------------- | ---------------------- | -------------------------- |
| 2002                   | Campeonato Sul-Americano Juvenil de Atletismo de 2006                                             | Asunción, Paraguai      | 6a                     | 100 m                  | 12.65 s                    |
| 2002                   | Campeonato Sul-Americano Juvenil de Atletismo de 2006                                             | Asunción, Paraguai      | 1a                     | 4x100 m relay          | 47.3 s                     |
| 2002                   | Campeonato Sul-Americano Juvenil de Atletismo de 2006                                             | Asunción, Paraguai      | 2a                     | Medley relay           | 2:14.55 min                |
| 2003                   | Campeonato Sul-Americano Júnior de Atletismo de 2003                                              | Guayaquil, Ecuador      | 4a                     | Long jump              | 5.55 m                     |
| 2004                   | Campeonato Sul-Americano Sub-23 de Atletismo de 2004                                              | Barquisimeto, Venezuela | 3a                     | Long jump              | 6.05 m (wind: -0.7 m/s)    |
| 2004                   | Campeonato Sul-Americano Sub-23 de Atletismo de 2004                                              | Barquisimeto, Venezuela | 3a                     | Triple jump            | 12.78 m (wind: +2.2 m/s) w |
| 2004                   | Campeonato Mundial Júnior de Atletismo de 2004                                                    | Grosseto, Itália        | 16a (q)                | Triple jump            | 12.84 m                    |
| 2005                   | Campeonato Pan-Americano de Atletismo Júnior                                                      | Windsor, Canadá         | 4a                     | Long jump              | 6.04 m                     |
| 2005                   | Campeonato Pan-Americano de Atletismo Júnior                                                      | Windsor, Canadá         | 2nd                    | Triple jump            | 13.38 m (w)                |
| 2005                   | Campeonato Sul-Americano Júnior de Atletismo de 2005                                              | Rosario, Argentina      | 2a                     | Long jump              | 6.14 m                     |
| 2005                   | Campeonato Sul-Americano Júnior de Atletismo de 2005                                              | Rosario, Argentina      | 1a                     | Triple jump            | 13.31 m (w)                |
| 2006                   | Campeonato Sul-Americano de Atletismo de 2006                                                     | Tunja, Colômbia         | 1a                     | Triple jump            | 13.92 m                    |
| 2006                   | Atletismo nos Jogos da Lusofonia de 2006                                                          | Macau, China            | 1a                     | Long jump              | 5.96 m                     |
| 2006                   | Atletismo nos Jogos da Lusofonia de 2006                                                          | Macau, China            | 1a                     | Triple jump            | 13.42 m                    |
| 2006                   | Campeonato Sul-Americano Sub-23 de Atletismo de 2006 / Atletismo nos Jogos Sul-Americanos de 2006 | Buenos Aires, Argentina | 2a                     | Long jump              | 6.05 m (wind: -1.2 m/s)    |
| 2006                   | Campeonato Sul-Americano Sub-23 de Atletismo de 2006 / Atletismo nos Jogos Sul-Americanos de 2006 | Buenos Aires, Argentina | 1a                     | Triple jump            | 13.35 m (wind: +1.8 m/s)   |
| 2007                   | Campeonato Mundial de Atletismo de 2007                                                           | Osaka, Japão            | 20a (q)                | Triple jump            | 13.81 m                    |
| 2008                   | Campeonato Mundial de Atletismo em Pista Coberta de 2008                                          | Valencia, Espanha       | 18a (q)                | Triple jump            | 13.03 m                    |
| 2009                   | Campeonato Sul-Americano de Atletismo de 2009                                                     | Lima, Peru              | 3a                     | Triple jump            | 13.38 m                    |
| 2009                   | Atletismo nos Jogos da Lusofonia de 2009                                                          | Lisboa, Portugal        | 3a                     | Triple jump            | 13.23 m                    |
| 2010                   | XIV Campeonato Iberoamericano de Atletismo                                                        | San Fernando, Espanha   | 5a                     | Triple jump            | 13.30 m                    |
| 2012                   | Campeonato Ibero-americano de Atletismo de 2012                                                   | Barquisimeto, Venezuela | 4a                     | Triple jump            | 13.08 m                    |
| 2014                   | XVI Campeonato Iberoamericano de Atletismo                                                        | São Paulo, Brasil       | 3a                     | Triple jump            | 13.47 m                    |
| 2015                   | Campeonato Sul-Americano de Atletismo de 2015                                                     | Lima, Peru              | 2a                     | Long jump              | 6.37 m (w)                 |
| 2015                   | Campeonato Sul-Americano de Atletismo de 2015                                                     | Lima, Peru              | 2a                     | Triple jump            | 13.60 m                    |
| 2015                   | Campeonato Mundial de Atletismo de 2015                                                           | Pequim, China           | 28a (q)                | Long jump              | 6.18 m                     |
| 2016                   | XVII Campeonato Iberoamericano de Atletismo                                                       | Rio de Janeiro, Brasil  | 5a                     | Triple jump            | 13.31 m                    |
| 2017                   | 2017 IAAF World Relays                                                                            | Nassau, Bahamas         | 8a (h)                 | 4x100 m relay          | 44.201                     |
| 2017                   | Campeonato Mundial de Atletismo de 2017                                                           | Londres, Reino Unido    | 21a (q)                | Triple jump            | 13.74 m                    |

1 Não terminou na final

## Melhores marcas pessoais
Outdoor
- Salto em distância – 6,47m (-0,3m/s) (São Paulo, 2010)
- Salto triplo – 14,11m (+1,8m/s) (Uberlândia, 2007)

Indoor
- Salto triplo – 13,70m (Valladolid, 2008)